# Gérard Théodore
Gérard Théodore, né le 28 novembre 1920 à Paris et mort le 10 juin 2012 dans la même ville, compagnon de la Libération, est un statisticien français, inspecteur général de l'Insee.

## Biographie
Déjà très affaibli, il a témoigné dans le film Bir Hakeim 1942, quand la France renaît diffusé le 6 juin 2012 sur France 3. Il meurt quatre jours après, le 10 juin, et est inhumé au cimetière communal de Nogent-sur-Marne (Val-de-Marne).

## Décorations
- Grand officier de la Légion d'honneur
- Compagnon de la Libération par décret du 9 septembre 1942[3]
- Grand officier de l'ordre national du Mérite (1988)[4]
- Croix de guerre 1939–1945 (3 citations)
- Commandeur de l'ordre du Mérite agricole
- Médaille des évadés
- Médaille coloniale avec agrafes "Erythrée", "Libye", "Bir Hakeim"
- Médaille commémorative des services volontaires dans la France libre
- Médaille commémorative française de la guerre 1939–1945
- Commandeur de l'Étoile noire
- Commandeur de l'ordre du Mérite